# Animal (canción de Neon Trees)
«Animal» es el primer sencillo del álbum debut de Neon Trees, Habits. Debutó en el número 100 en Billboard Hot 100 y ha alcanzado al número 13 en su vigesimosegunda semana en la lista. En Canadá, la canción debutó en el número 95 en Canadian Hot 100 y posteriormente, escaló al 29. La canción ha alcanzado al número uno en Billboard Alternative Songs después de 32 semanas, haciendo "Animal" su primera canción número uno en la lista de Billboard. Esto también rompió el récord por la mayor permanencia de una canción en llegar a la cima desde su ingresó en la lista. La canción también ha llegado al número 2 en Billboard Rock Songs.
La canción recibió una mayor cobertura después de que fue interpretada en Jimmy Kimmel Live! y The Tonight Show con Jay Leno por la banda. También fue presentada en el show de televisión Melrose Place y Secrets of Aspen. La canción fue lanzada como DLC para Rock Band en agosto de 2010.

## Versiones
La serie de televisión estadounidense Glee, realizó una versión de dueto, por Blaine Anderson (Darren Criss) y Kurt Hummel (Chris Colfer) para su capítulo "Sexy".

## Posicionamiento en listas

### Listas semanales
| Lista (2010–11)                             | Mejor posición |
| ------------------------------------------- | -------------- |
| Alemania (Media Control AG)                 | 38             |
| Australia (ARIA)                            | 25             |
| Austria (Ö3 Austria Top 40)                 | 40             |
| Bélgica (Flandes) (Ultratop 50)             | 37             |
| Bélgica (Valonia) (Ultratip Bubbling Under) | 8              |
| Canadá (Canadian Hot 100)                   | 29             |
| Dinamarca (Tracklisten)                     | 35             |
| Estados Unidos (Billboard Hot 100)          | 13             |
| Estados Unidos (Alternative Songs)          | 1              |
| Estados Unidos (Rock Songs)                 | 2              |
| Estados Unidos (Pop Songs)                  | 7              |
| Estados Unidos (Adult Contemporary)         | 15             |
| Estados Unidos (Adult Pop Songs)            | 2              |
| Estados Unidos (Hot Dance Club Songs)       | 42             |
| Hungría (Rádiós Top 40)                     | 12             |
| Nueva Zelanda (Recorded Music NZ)           | 30             |
| Países Bajos (Dutch Top 40)                 | 9              |
| Reino Unido (UK Singles Chart)              | 40             |
| Suecia (Sverigetopplistan)                  | 55             |

### Listas anuales
| Listas (2010)     | Posición |
| ----------------- | -------- |
| Billboard Hot 100 | 61       |
| Listas (2011)     | Posición |
| Billboard Hot 100 | 97       |

#### Sucesión en listas
| Anterior: «The Catalyst» de Linkin Park | Alternative Songs — Sencillo Nro 1 2 de octubre de 2010 — 9 de octubre de 2010 | Siguiente: «Little Lion Man» de Mumford & Sons |